# 成田ゆめ牧場
成田ゆめ牧場（なりたゆめぼくじょう）は、千葉県成田市にある観光牧場。前身の秋葉牧場は1887年（明治20年）開業。園内には軽便鉄道まきば線の蒸気機関車を含む産業用車輌の動態保存も行われている。

## 概要

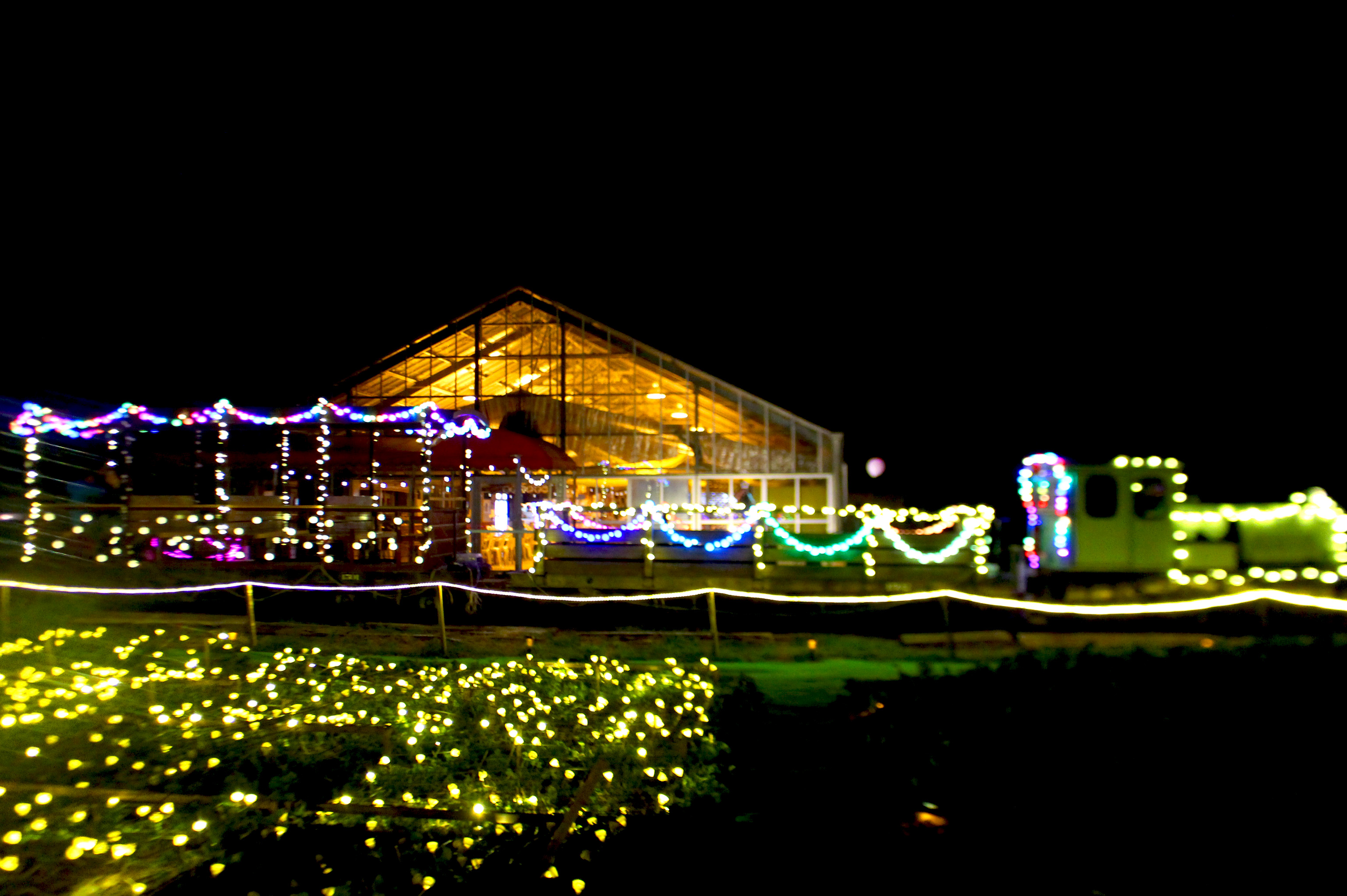
冬季期間イルミネーション（トロッコ列車とガラスハウス）

もともとは1887年（明治20年）から搾乳専業牧場として操業してきた成田ゆめ牧場の前身「秋葉牧場」の酪農専門の牧場であった。宮内庁下総御料牧場（現在の成田国際空港）に近く下総台地の北部は酪農が盛んであった土地でもある。秋葉牧場の酪農家、秋葉博行（前成田ゆめ牧場社長）により観光牧場・観光農園としては1987年（昭和62年）に開業した。
ウシやヤギなど多数の動物を飼育し、ふれあいが出来るとともに牧場こだわりの牛乳・ヨーグルトなどの乳製品や牛乳食パン、チーズケーキなどのスイーツの製造・販売も行っている。牧場内では乗馬や乳搾り、バター作りなど牧場の特色を生かした各種体験教室や季節に応じて芋掘りやイチゴ狩りなども行っており、年中無休の施設で一年中遊べるようになっている。オートキャンプ場も併設する。
自然とのふれあいをポリシーとしており、施設内では牛やヤギなどの動物と直接触れ合うことができる。また、場内で製造された新鮮な牛乳やアイスクリームなどを食べられることや、成田国際空港にも近い為、観光シーズンには多くの観光客でにぎわう。犬関連の施設（ドッグランや犬と一緒に利用できるカフェなど）も充実しているので、首都圏内の中でも犬を遊ばせる為に来場する客も多い。また、花の名所でもあり、3月から4月頃のポピー、キンギョソウ、菜の花等の花摘みや、夜桜ライトアップ等のイベント、いちご摘み、ジャガイモ・キュウリ・ピーマン・ナス・オクラ等の作物収穫やオーナー募集も行っている。オンラインショップでの通信販売も積極的に展開している。
鉄道ファンには羅須地人鉄道協会による軽便鉄道（まきば線）の動態保存運動が1993年（平成5年）から行われていることで知られている。年に数回、行楽シーズンなどに動態保存された蒸気機関車を走行させるなどして牧場の観光に一役買っている。
冬季は期間限定で園内のイルミネーションを行っている。ライトアップ期間中は営業時間の延長や15時入園の夜間料金（割引）を実施。

## 会社情報
- 正式名称：株式会社秋葉牧場
- 住所：千葉県成田市名木730
- 資本金：3,000万円
- 代表者名：秋葉秀威

## 沿革
- 1887年（明治20年） - 東京都江東区砂町に秋葉牧場として開業。
- 1937年（昭和12年） - 千葉県八千代市に移転。
- 1970年（昭和45年） - 千葉県袖ケ浦市に第二牧場を開業。
- 1976年（昭和51年） - 千葉県香取郡下総町名木（現在の成田市名木、現在地）に移転。
- 1987年（昭和62年） - 現在地に「秋葉牧場開設100周年記念事業」として成田ゆめ牧場を開設。
- 2005年（平成17年） - 千葉県富里市に通販センターを開設。

## 主な施設
- 牧場内飲食・販売施設
  - メリーズショップ…観光物産品売り場

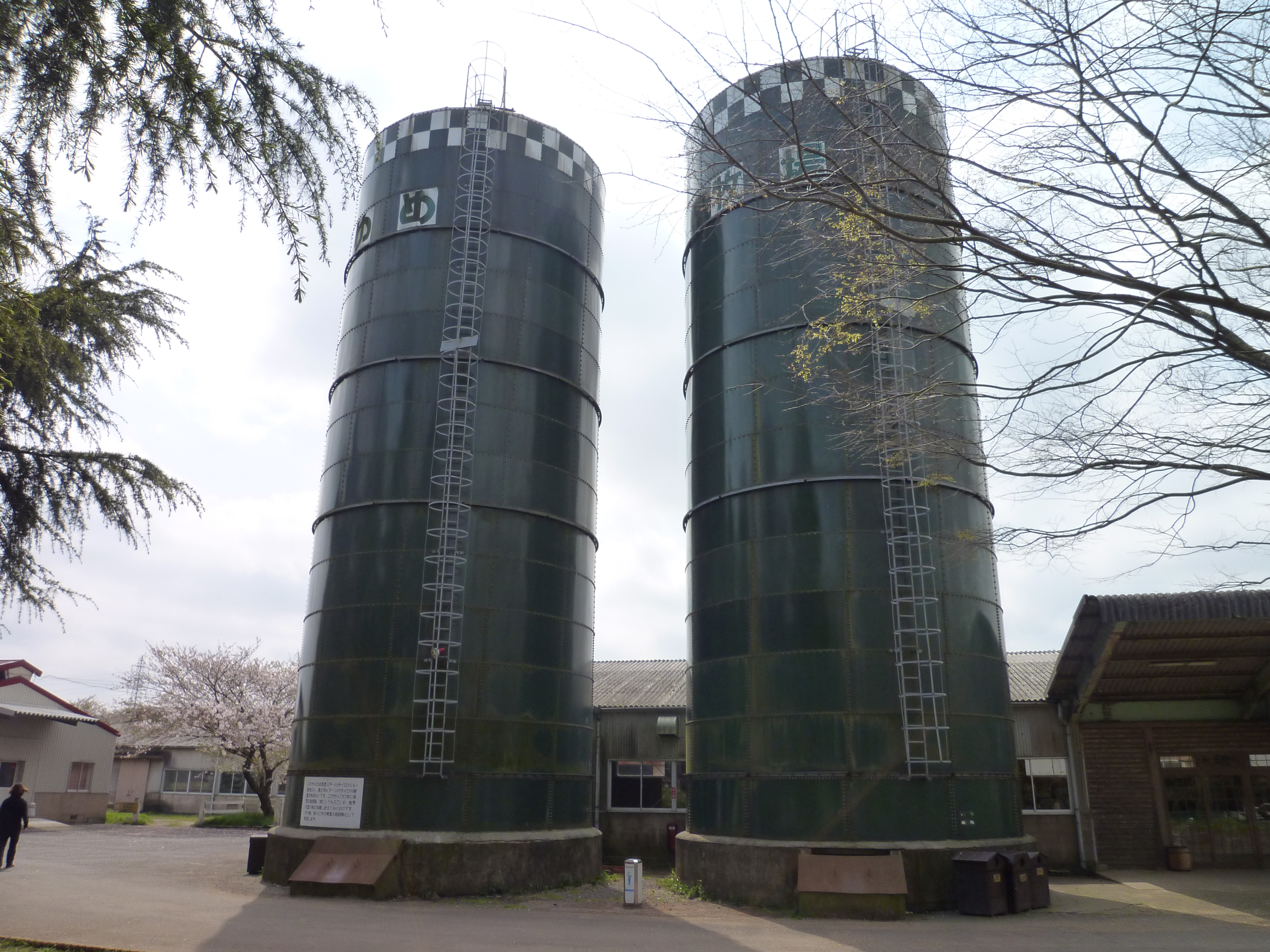
牧場サイロ（2010年4月19日）

  - ビーズニーズ…牧場の牛乳をつかったチーズケーキやパンの製造・販売。
  - ミルキーハウス…アイスの製造・販売。
  - バーベキューハウス…高級国産牛をつかったステーキハウス。
  - ガラスハウス…手づくり料理のレストラン。
- 体験教室
  - 乳搾り体験教室…無料でできる乳搾り教室。
  - イベントホール…バター作りやカウボーイパン作り等。各種体験教室。
  - 乗馬体験教室…乗馬体験。
- ふれあい施設
  - ふれんZOO牧場…ヤギやヒツジとふれあえる動物広場。動物のエサは広場入口前にて販売。
  - アヒルのレース…ふれんZOO牧場内にある特設コースで開催。
  - 牛舎…乳牛をここで飼育。ホルスタインとジャージーと合わせて全部で約80頭ほど。
  - 分娩舎…生まれたての赤ちゃん牛とふれあえる。公式HPより出産予定表を公表。
  - トリ小屋／小動物コーナー…孔雀、うさぎやモルモット、アヒルなどが飼われている。またアヒルのレース選手控え室でもある。
- 犬関連施設
  - ドッグラン…リードを離して遊ばせられるフリースペース。
  - マイクロシャワールーム…マイクロバブルを使った犬専用のシャワールーム。
  - ドッグショップ…ペット関連商品の販売。
- その他
  - オートキャンプ場…観光牧場の隣に施設されたキャンプ場。
  - 移動牧場…子牛やヤギ等、小編成での出張牧場。
  - ひまわり迷路…約11万本の花が咲き誇り、毎夏の名物となっている。2020年8月1日より、公式アンバサダーとして向日葵プリンセスが起用されている。

## 全国穴掘り大会
2001年（平成13年）から続けられている、成田ゆめ牧場の名物イベント。
制限時間30分以内に掘った穴の深さを競うシンプルな競技で、一般部門、レディース部門（女性のみ）、ちびっ子部門（小学生以下のみ）、掘った穴のユニークさを競う部門があり、総合優勝、総合準優勝、総合3位、ちびっ子部門の優勝、レディース部門の優勝、コスプレ賞・ユーモア賞・ピタリ賞等、様々な部門と賞が用意されている。そのユニークな内容がゆえに、国内メディアだけではなく、イギリスのテレグラフ紙、オーストラリア国営放送、ロイター通信やフランス通信社などを通じて海外メディアに紹介されるなど国際的にも注目を集めるイベントとなった。
「万国共通で楽しめる競技」として2018年（平成30年）2月4日に実施した第18回大会から、海外からの観光客や国内にいる外国人に参加してもらうための試みで、初めてFacebookを通じ英語で申し込めるようになる。
2020年（令和2年）2月2日に実施した第20回大会は1,452人が参加。これは単一の穴掘りチャンピオンシップに参加した最多人数であり、同大会は「最大の穴掘りチャンピオンシップ」としてギネス世界記録に認定された。

## まきば線
「羅須地人鉄道協会」も参照

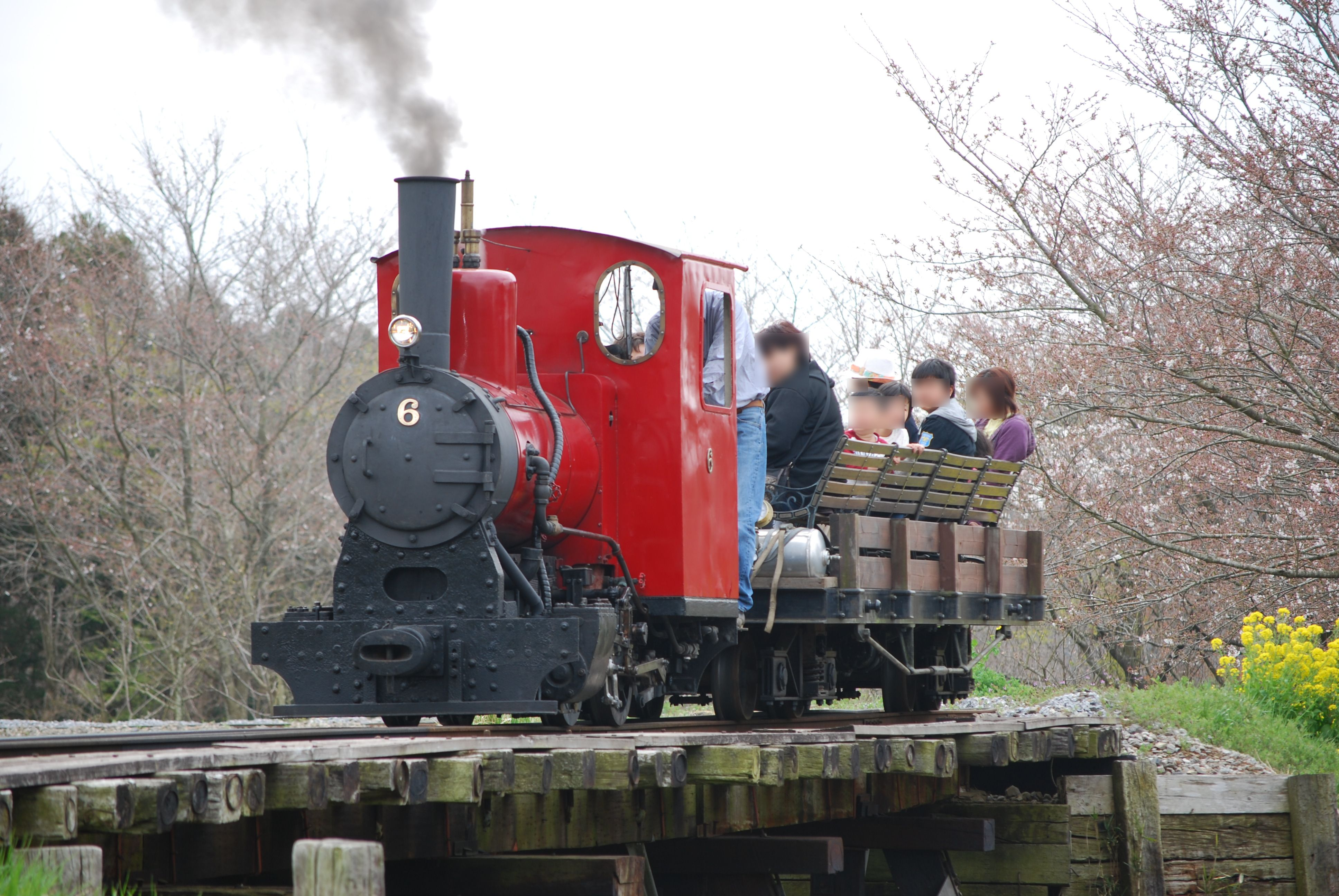
まきば線「6号機」基隆炭鉱鉄道を走行していた機関車

園内のお花畑内をアトラクションとしてトロッコ列車が運行している。現役の炭鉱などで走っていた本物のトロッコ列車であり、成田ゆめ牧場「まきば線」と呼ばれ、鉄道ファンを中心に人気のアトラクションである。
まきば線は敷地内に牧場線として線路（610ミリメートル (mm)）・ターンテーブル・機関庫などを有し、通常はディーゼル機関車の運転を、年に数回動態保存された蒸気機関車を走行させるなどして牧場の観光に一役買っている。これらは羅須地人鉄道協会による軽便鉄道（まきば線）の動態保存運動が1993年（平成5年）から行われている。

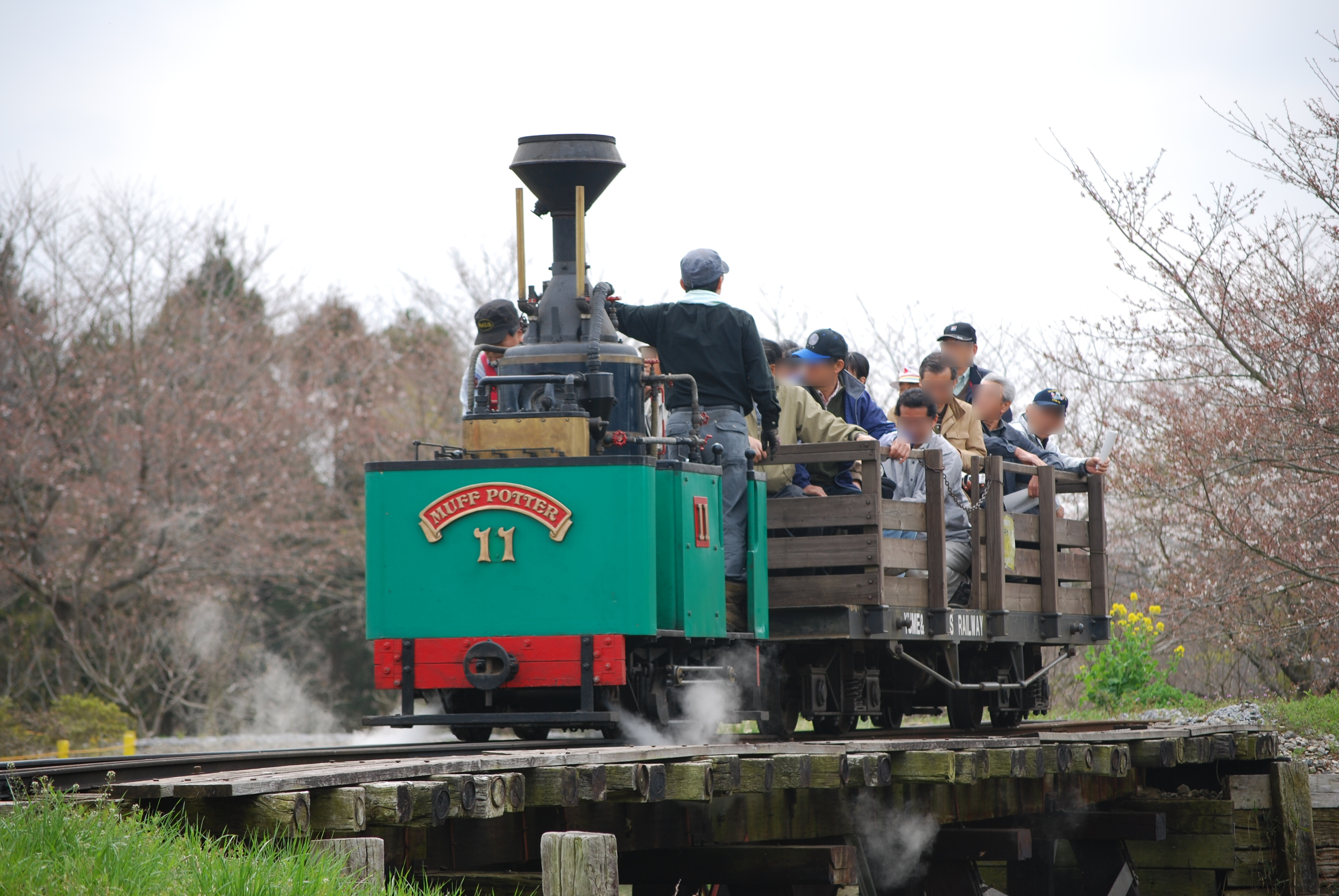
まきば線「11号機」マフポッター号
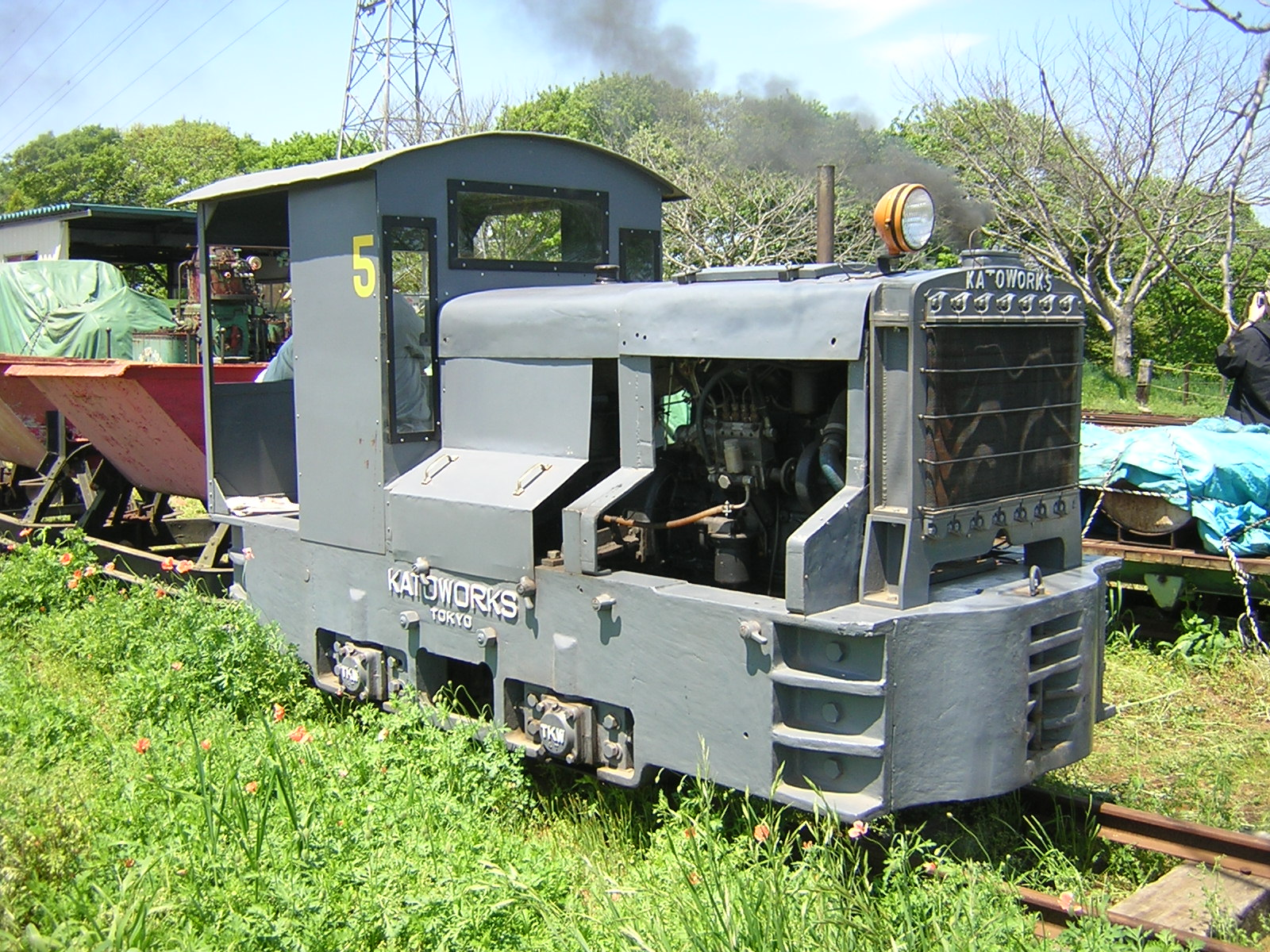
まきば線「5号機」加藤製作所
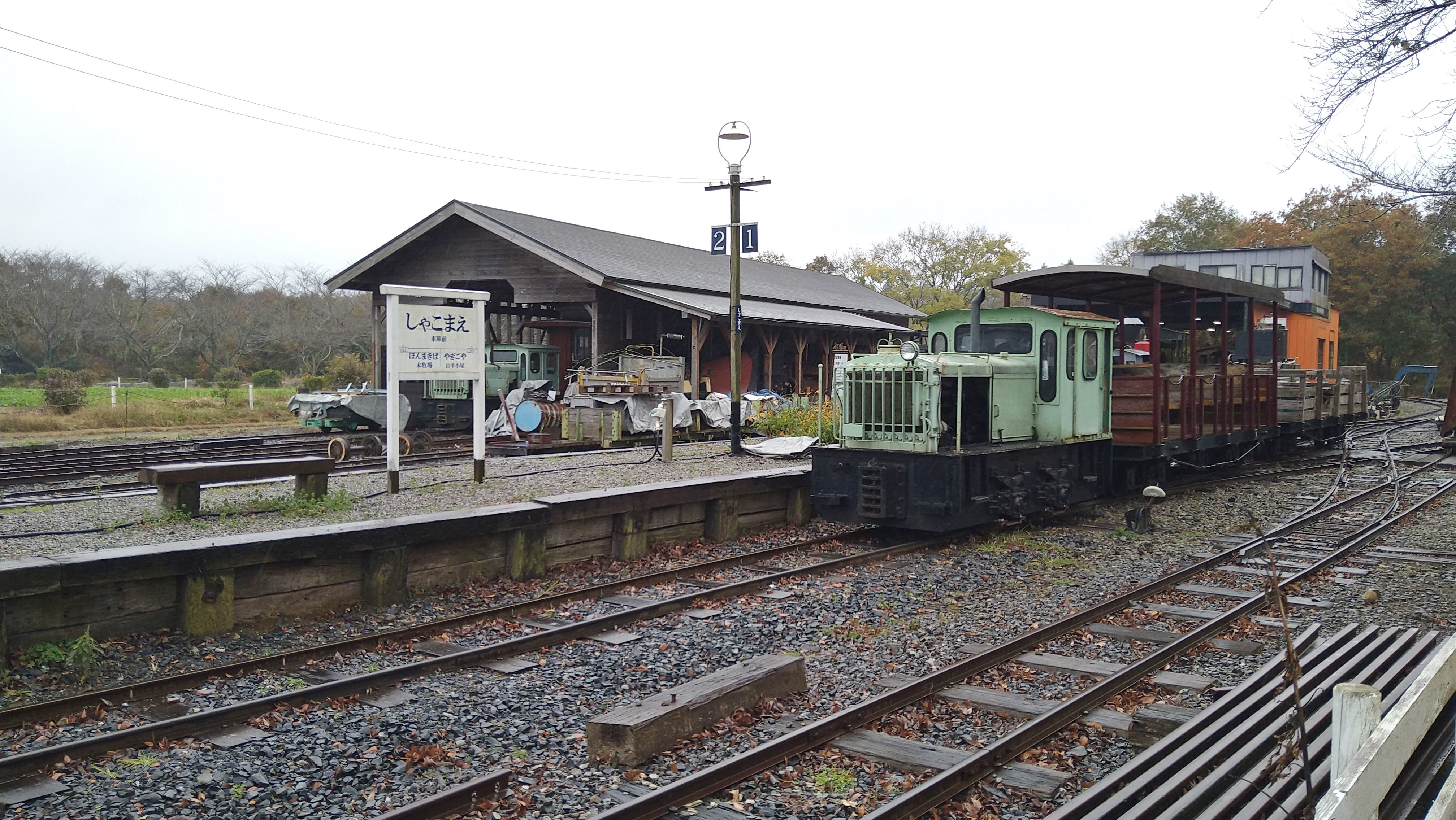
同牧場の「まきば線車庫前駅」
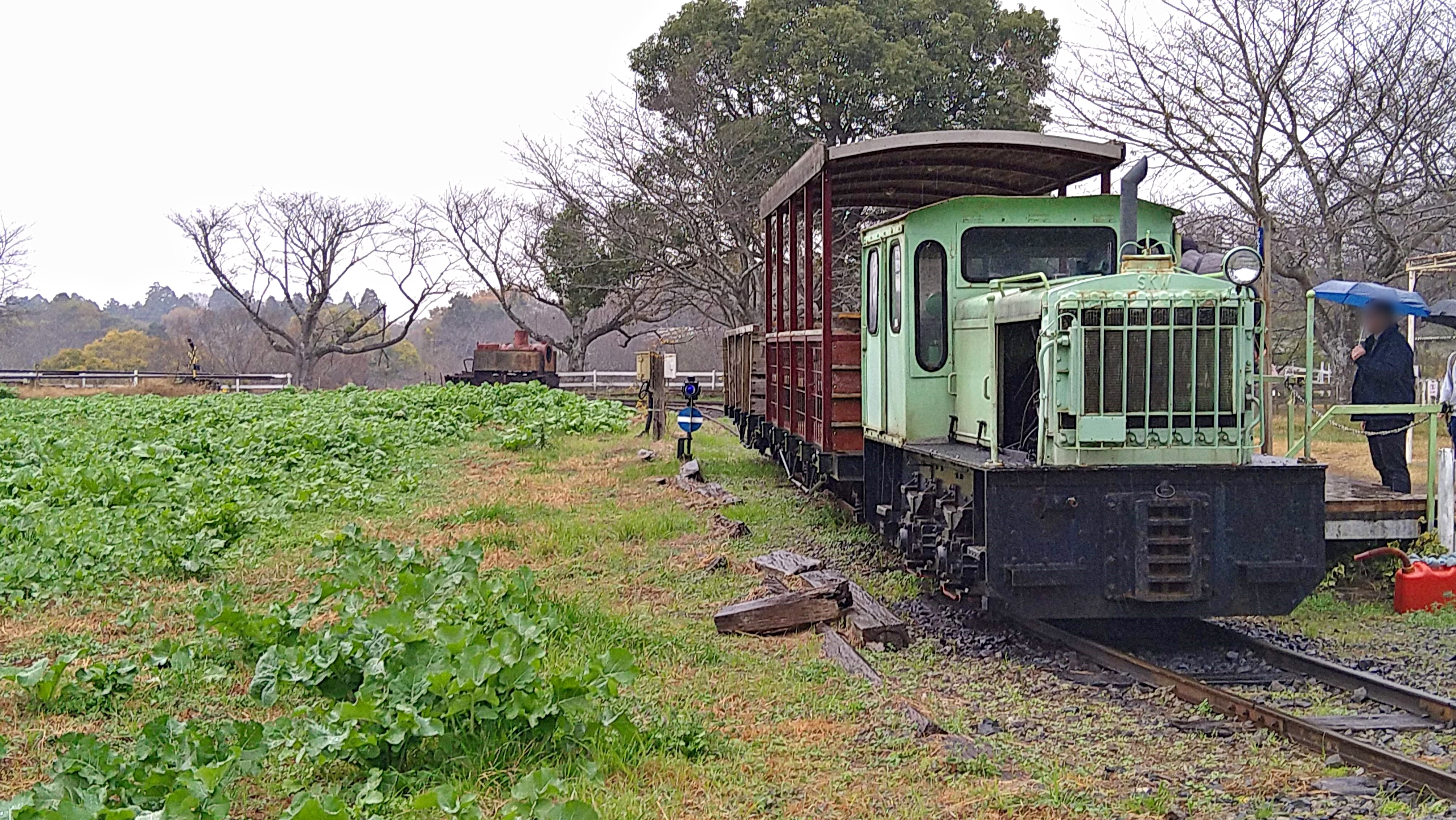
同牧場の「まきば線牧場駅」と主力となる酒井重工業製機関車

## 施設情報

### 基本情報
| 施設名         | 成田ゆめ牧場                                                                                      |
| 所在地         | 千葉県成田市名木730                                                                               |
| 営業時間       | 9時30分 - 17時00分（12月 - 2月は冬季時間営業） ※最終入場は閉園時間の1時間前                       |
| 定休日/休業日  | 年中無休                                                                                          |
| 駐車場         | あり 【普通車台数】1000台 【大型車台数】30台 - 普通車1台700円 - 大型車1台1,200円 - 二輪車1台400円 |
| 施設オプション | ペット同伴可、トイレ設備あり、最寄り駅からの送迎                                                  |
| その他         | ハラール料理は事前予約の場合のみ対応可能                                                          |

### バリアフリー
- 自動体外式除細動器（AED）設置
- 障がい者対応（車いす仕様）駐車場あり
- 手すり付き便器・多目的トイレあり
- おむつ交換台・授乳室あり
- 車いす貸出・ベビーカー貸出あり（有料の場合あり）

## 交通
- 公共交通機関
  - JR東日本 滑河駅（成田線）から無料送迎バスで約10分
- 自動車
  - 圏央道下総インターチェンジを出てすぐの信号を右折約2分、右手に「成田ゆめ牧場入口」という看板あり
  - 園内有料駐車場有（約1,000台）